# Stefania Sandrelli
Stefania Sandrelli (Viareggio, 5 de junho de 1946) é uma atriz italiana.

## Trabalhos no cinema
- (1961) Il federale, direção Luciano Salce
- (1961) Gioventù di notte , direção Mario Sequi
- (1961) Divorzio all'italiana, direção Pietro Germi
- (1963) La bella di Lodi, direção Mario Missiroli
- (1963) Les Vierges, direção Jean-Pierre Mocky
- (1963) Il fornaretto di Venezia, direção Duccio Tessari
- (1963) Lo sciacallo, direção Jean-Pierre Melville
- (1964) Sedotta e abbandonata, direção Pietro Germi
- (1964) L'amore e la chance, direção Eric Schlumberger
- (1965) Io la conoscevo bene, direção Antonio Pietrangeli
- (1966) Avventuriere a Tahiti, direção Jean Becker
- (1967) L'immorale, direção Pietro Germi
- (1968) Partner , direção Bernardo Bertolucci
- (1969) L'amante di Gramigna , direção Carlo Lizzani
- (1970) Brancaleone alle crociate, direção Mario Monicelli
- (1970) Un'estate con sentimento, direção Roberto B. Scarsella
- (1970) Il conformista, direção Bernardo Bertolucci
- (1971) La tarantola dal ventre nero, direção Paolo Cavara
- (1972) Il diavolo nel cervello , direção Sergio Sollima
- (1972) Alfredo, Alfredo, direção Pietro Germi
- (1974) Delitto d'amore , direção Luigi Comencini
- (1974) C'eravamo tanto amati, direção Ettore Scola
- (1976) Quelle strane occasioni, direção Luigi Comencini
- (1976) Police Python 357, direção Alain Corneau
- (1976) Le voyage de noces, direção Nadine Trintignant
- (1976) Les magiciens, direção Claude Chabrol
- (1976) Novecento, direção Bernardo Bertolucci
- (1978) Dove vai in vacanza?, direção Mauro Bolognini
- (1978) Io sono mia, direção Sofia Scandurra
- (1979) L'ingorgo - Una storia impossibile, direção Luigi Comencini
- (1979) Le maître-nageur, direção Jean-Louis Trintignant
- (1980) Nell'occhio della volpe, direção Antonio Drove
- (1980) La terrazza, direção Ettore Scola
- (1980) Desideria: La vita interiore, direção Gianni Barcelloni
- (1981) La disubbidienza, direção Aldo Lado
- (1982) Bello mio, bellezza mia, direção Sergio Corbucci
- (1982) Eccezzziunale... veramente, direção Carlo Vanzina
- (1983) Vacanze di Natale, direção Carlo Vanzina
- (1983) La chiave, direção Tinto Brass
- (1984) Il momento magico, direção Luciano Odorisio
- (1984) Mi faccia causa, direção Steno
- (1984) L'attenzione, direção Giovanni Soldati
- (1984) Una donna allo specchio, direção Paolo Quaregna
- (1985) Segreti segreti , direção Giuseppe Bertolucci
- (1985) D'Annunzio, direção Sergio Nasca
- (1985) Mamma Ebe , direção Carlo Lizzani
- (1986) La sposa era bellissima, direção Pál Gábor
- (1986) La sposa americana, direção Giovanni Soldati
- (1986) Speriamo che sia femmina, direção Mario Monicelli
- (1987) Secondo Ponzio Pilato, direção Luigi Magni
- (1987) Noyade interdite, direção Pierre Granier-Deferre
- (1987) La famiglia , direção Ettore Scola
- (1987) Gli occhiali d'oro, direção Giuliano Montaldo
- (1988) Mignon è partita, direção Francesca Archibugi
- (1988) Il piccolo diavolo, direção Roberto Benigni
- (1989) Stradivari, direção Giacomo Battiato
- (1989) Lo zio indegno , direção Franco Brusati
- (1990) Evelina e i suoi figli, direção Livia Giampalmo
- (1990) L'Africana, direção Margarethe Von Trotta
- (1990) Il male oscuro, direção Mario Monicelli
- (1990) Tracce di vita amorosa , direção Peter Del Monte
- (1992) Nottataccia, direção Duccio Camerini
- (1992) Jamón, jamón, direção Bigas Luna
- (1992) Non chiamarmi Omar, direção Sergio Staino
- (1993) Per amore, solo per amore, direção Giovanni Veronesi
- (1993) L'oeil écarlate, direção Dominique Roulet
- (1994) Of Love and Shadows, direção Betty Kaplan
- (1994) Con gli occhi chiusi, direção Francesca Archibugi
- (1995) Palermo Milano sola andata, direção Claudio Fragasso
- (1995) Mister Dog, direção Gianpaolo Tescari
- (1995) Compromesso d'amore, direção Santiago San Miguel
- (1995) Caramelle, direção Cinzia Th. Torrini
- (1996) Biscotti, direção Davide Grassetti e Fabrizio Sferra
- (1996) Io ballo da sola, direção Bernardo Bertolucci
- (1996) Ninfa plebea, direção Lina Wertmüller
- (1998) Le faremo tanto male, direção Pino Quartullo
- (1998) La cena, direção Ettore Scola
- (1998) Matrimoni, direção Cristina Comencini
- (1999) Volavérunt, direção Bigas Luna
- (2000) L'altra faccia della luna, direção Lluís Josep Comerón
- (2000) Esperando al mesías, direção Daniel Burman
- (2001) L'ultimo bacio, direção Gabriele Muccino
- (2001) Figli/Hijos, direção Marco Bechis
- (2003) La vita come viene, direção Stefano Incerti
- (2003) Um filme falado, direção Manoel de Oliveira
- (2004) Te lo leggo negli occhi, direção Valia Santella
- (2008) Un giorno perfetto, direção Ferzan Ozpetek
- (2024) Parthenope, direção Paolo Sorrentino